# بريان كونكلين
بريان كونكلين (بالإنجليزية: Brian Conklin)‏ مواليد 5 سبتمبر 1989 في يوجين، هو لاعب كرة سلة أمريكي. بدأ مسيرته الاحترافية في سنة 2013. يلعب مع جاي إس إف نانتير في الدوري الفرنسي لكرة السلة الدرجة الأولى. يحمل الرقم 14. يبلغ طوله 6 قدم 6 بوصة (2.0 م). لعب كرة السلة الجامعية في جامعة سانت لويس.

## المسيرة الاحترافية
لعب مع ساوثلاند شاركز في موسم 2013–2014، ثم لعب مع تاونسفيل كروكودايلز في الدوري الأسترالي من سنة 2013 إلى 2015، ثم لعب مع بيراتاس دي كويبراديلاس في سنة 2016، ثم لعب مع جاي إس إف نانتير في الدوري الفرنسي في سنة 2016.

## روابط خارجية
- بريان كونكلين على موقع كرة السلة الأوروبية.كوم (الإنجليزية)
- بريان كونكلين على موقع كلية كرة السلة في سبورتس رفرنس.كوم (الإنجليزية)
- بريان كونكلين على موقع ريلجم (الإنجليزية)
- بريان كونكلين على موقع بروبوليرز (الإنجليزية)
- بريان كونكلين على موقع سبورتس رفرنس (الإنجليزية)